# Jill Culton
Jill Culton (nacía el 20 de marzo de 1973) es una animadora, artista de guion gráfico, guionista, y directora estadounidense, conocida por sus labores cuando estuvo en Pixar, además de dirigir para Sony Pictures Animation la película Open Season. Culton fue la principal argumentista de la película Pixar Monsters, Inc..
Culton estudió Animación de Personajes en el conocido Instituto de Artes de California (conocido en inglés como CalArts). Culton actualmente se encuentra laborando en DreamWorks Animation en un proyecto que anteriormente había sido llamado Everest, donde contaba la historia de una pequeña niña y un Yeti.

## Carrera
Junto con Anthony Stacchi, ayudó a desarrollar Curious George mientras trabajaba en Industrial Light & Magic[2][3].
En 2003, Culton se unió a Sony Pictures Animation, que se había lanzado un año antes a producir películas de animación CG.[4] Durante sus años en Sony, Culton, además de dirigir Open Season y producir ejecutivamente Open Season 2, también desarrolló Hotel Transylvania.
A partir de 2010, Culton estaba en DreamWorks Animation[5]. Durante algún tiempo, estuvo escribiendo y dirigiendo una película de animación (ahora titulada Abominable) sobre una niña y un Yeti, titulada provisionalmente Everest, but by 2016, she had left the project. pero en 2016 abandonó el proyecto[8]. Sin embargo, volvió al proyecto para dirigirlo de nuevo.

## Filmografía
- El zapatero mágico (1993) (animadora)
- Toy Story (1995) (artista de guion gráfico)
- Los gatos no bailan (1997) (supervisora de animación: artista de guion gráfico)
- Bichos: Una aventura en miniatura (1998) (artista de guion gráfico adicional)
- Toy Story 2 (1999) (diseñadora de personajes: Personajes nuevos, artista de guion gráfico)
- Monsters, Inc. (2001) (escritora, supervisora de desarrollo de historia, desarrollo visual)
- Open Season: Amigos salvajes (2006) (directora, escritora)
- Boog and Elliot's Midnight Bun Run (2006) (directora, escritora) (Corto)
- Reyes de las olas (2007) (agradecimientos especiales)
- Amigos salvajes 2 (2008) (productora ejecutiva)
- Un amigo abominable (2019) (directora, escritora)